# Gedün Rinchen Gyaltsen
Gedün Rinchen Gyaltsen  (1571-1642) was een Tibetaans geestelijke.
Hij was de zevenendertigste Ganden tripa van 1638 tot 1642 en daarmee de hoofdabt van het klooster Ganden en hoogste geestelijke van de gelugtraditie in het Tibetaans boeddhisme.
Gedün Rinchen Gyaltsen werd geboren in Jangzhab, in Kham in 1571.
Op jonge leeftijd werd hij naar Lhasa gebracht waar hij ingeschreven werd bij de opleiding van het Seraklooster. Aangenomen kan worden dat hij daar de monnikswijding ontving en de voor het kloosterleven benodigde basisopleiding volgde. Daarna ging hij naar het Gyuto College in Lhasa om tantra te studeren. Naast onderwerpen op het gebied van dharma, studeerde hij ook grammatica, poëzie en compositie.
Na het beëindigen van zijn studies doceerde Rinchen Gyaltsen aan het Gyuto College en het Jangtse College van het Gandenklooster. Dit deed hij lange tijd, hij kreeg daarbij een reputatie van groot geleerde en opleider. In 1638 werd hij gekozen tot troonhouder of abt van Ganden, de 37e Ganden tripa. Eerder datzelfde jaar was Tenzin Legshé abt geworden, maar hij vluchtte naar Kham wegens een conflict tussen bestuurders van de Jangtse- en Shartse-colleges van Ganden. Dit conflict leidde tot het vaststellen van regels voor de aanwijzing van de Ganden tripa, en de duur van een ambtstermijn, die door de heerser van Tsang werd vastgesteld op zeven jaar.
Trichen Gedün Rinchen Gyaltsen diende het klooster gedurende vijf jaar als hoofdabt, tot hij in 1642 overleed. Hij gaf onderricht over sutra- en tantra-onderwerpen en leidde de belangrijkste religieuze activiteiten van de Gelug-traditie.